# Struikfeetiran
De struikfeetiran (Empidonax oberholseri) is een zangvogel uit de familie Tyrannidae (tirannen). Deze vogel is genoemd naar de Amerikaanse ornitholoog Harry Church Oberholser.

## Verspreiding en leefgebied
Deze soort komt voor in westelijk Noord-Amerika en overwintert in de zuidwestelijke Verenigde Staten en Mexico. 

## Status
De grootte van de populatie is in 2019 geschat op 8,8 miljoen volwassen vogels. Op de Rode lijst van de IUCN heeft deze soort de status niet bedreigd.